# 일본의 상황후
상황후(일본어: 上皇后 じょうこうごう[*], 영어: empress emerita)는 천황의 퇴위 등에 관한 황실전범특별법에 기초해 퇴위한 일본의 천황의 황후의 호칭이다. 
구체적으로는 2019년에 퇴위한 125대 천황 아키히토 (상황)의 황후인 미치코에 해당한다.

## 같이 보기
- 태상황후
- 아키히토로부터 나루히토에게 황위 계승